# José Joaquín Martínez Sieso
José Joaquín Martínez Sieso (ur. 13 kwietnia 1956 w Bilbao) – hiszpański polityk, prawnik i samorządowiec, parlamentarzysta, w latach 1995–2003 prezydent Kantabrii.

## Życiorys
Z wykształcenia prawnik, absolwent Universidad de Deusto. Odbył też studia typu MBA w Instituto de Empresa. Od pierwszej połowy lat 80. pracował w administracji regionalnej, był m.in. dyrektorem SODERCAN, instytucji zajmującej się rozwojem regionalnym. Pełnił funkcję przedstawiciela Kantabrii w Radzie Gmin i Regionów Europy.
Zaangażował się w działalność polityczną w ramach Partii Ludowej. W 1989 i 1993 uzyskiwał mandat posła do Kongresu Deputowanych IV i V kadencji. W 1995 wszedł w skład zarządu Partii Ludowej w Kantabrii. W tym samym roku wybrany do regionalnego parlamentu. Po zawiązaniu koalicji rządowej z regionalistami Miguela Ángela Revilli objął urząd prezydenta Kantabrii. Sprawował go przez dwie kadencje do 2003, kiedy to dotychczasowi koalicjanci zdecydowali się zawrzeć sojusz z socjalistami.
W 2004 ponownie wybrany do Kongresu Deputowanych, pełnił funkcję jego wiceprzewodniczącego w okresie VIII kadencji (2004–2008). W 2008 z powodzeniem ubiegał się o reelekcję, zasiadał w niższej izbie hiszpańskiego parlamentu do 2011. W tym samym roku mianowany prezesem portu wodnego w Santanderze.